# 勒伯沃利耶
勒伯沃利耶（法語：Rebeuvelier，法語發音：[ʁəbœvəlje]）是瑞士汝拉州的一个旧市镇，位於該國西北部，面積8.41平方公里，海拔高度664米，2011年人口389，七成人口信奉羅馬天主教，人口密度每平方公里46人。2019年，勒伯沃利耶与市镇韦勒拉并入市镇库朗德兰。